# Dirk Schrade
Dirk Schrade (ur. 29 czerwca 1978) – niemiecki jeździec sportowy. Złoty medalista olimpijski z Londynu.
Zawody w 2012 były jego pierwszymi igrzyskami olimpijskimi. Startuje we Wszechstronnym Konkursie Konia Wierzchowego. W Londynie odniósł największy sukces w swej karierze, zwyciężając w drużynie. Startował na koniu King Artus.